# ساعت‌ها (ترانه کلدپلی)
«ساعت‌ها» (به انگلیسی: Clocks) نام آهنگی از کلدپلی در سبک آلترناتیو راک است. ترانه این آهنگ توسط همهٔ اعضای گروه نوشته‌شده و در آلبوم حمله‌ای از خون به مغز قرار دارد. این آهنگ در سال ۲۰۰۴ برنده جایزه برترین آهنگ سال گرمی شد و تا امروز، یکی از موفق‌ترین آهنگ‌های کلدپلی بوده‌است.